# Stazione di Milano Porta Garibaldi (passante)
La stazione di Milano Porta Garibaldi è una fermata sotterranea del passante ferroviario di Milano.

## Storia

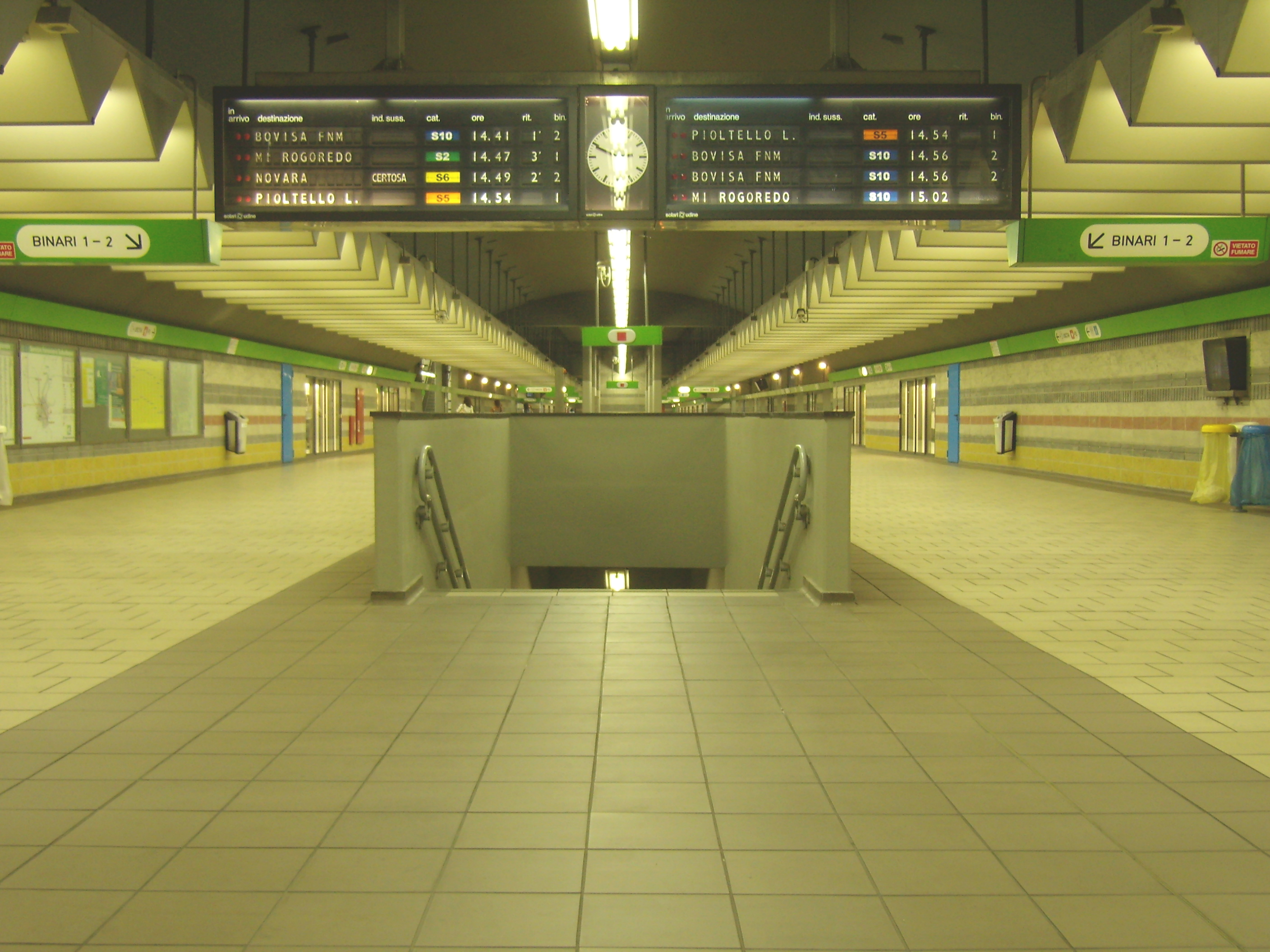
Mezzanino della stazione di Milano Porta Garibaldi passante nel 2008

Il primo cantiere venne aperto nel 1984, e la stazione venne attivata il 21 dicembre 1997 come parte della prima tratta del passante ferroviario di Milano (Bovisa-Porta Venezia).

## Strutture e impianti
Trattasi di una fermata sotterranea con 2 binari paralleli aventi una banchina a isola.
Sul binario 1 transitano i treni in direzione sud (Lodi, S1; Milano Rogoredo, S2; Treviglio, S5; Pioltello-Limito/Treviglio, S6; Melegnano, S12; Pavia, S13).
Sul binario 2, invece, transitano i treni in direzione nord (Milano Bovisa/Saronno, S1; Seveso/Meda, S2; Gallarate/Varese, S5; Novara, S6; Milano Bovisa, S12; Garbagnate Milanese, S13).
La stazione sorge sotto piazza Sigmund Freud, nel centro di Milano, nell'immediata prossimità della stazione di Milano Porta Garibaldi di superficie.

## Movimento
La fermata è servita dalle linee S1, S2, S5, S6, S12 ed S13 del servizio ferroviario suburbano di Milano.

## Interscambio
Le stazioni di Porta Garibaldi, sia quella di superficie che quella sotterranea, costituiscono un importante punto di interscambio con le linee M2 ed M5 della metropolitana.
Nelle vicinanze effettuano fermata 2 linee urbane della rete tranviaria di Milano, gestite da ATM S.p.A.
- Fermata metropolitana (Garibaldi FS, linee M2 ed M5)
- Stazione di Milano Porta Garibaldi (linee suburbane S7, S8, S11 e Malpensa Express; linee regionali)
- Fermata tram (Garibaldi M2 M5, linee 10 e 33)
- Stazione taxi